# Michael Andersson (calciatore)
Michael Östen Andersson (Stoccolma, 24 agosto 1959) è un allenatore di calcio ed ex calciatore svedese, di ruolo centrocampista.

## Carriera

### Giocatore

#### Club
Ha trascorso tutta la carriera in Svezia, vestendo soprattutto i colori dell'Hammarby. Nel triennio trascorso all'IFK Göteborg ha vinto la Coppa UEFA 1986-1987 e il campionato 1987.

#### Nazionale
Con la Nazionale svedese ha preso parte ai Giochi Olimpici del 1988.

### Allenatore
Dopo aver allenato nelle serie minori svedesi, è stato assunto come capo allenatore del Djurgården prima dell'inizio della stagione 1998. È stato esonerato nel luglio 1999 a campionato in corso, durante un'annata che ha poi visto la squadra classificarsi ultima. Nel 2000 è stato ingaggiato come nuovo tecnico del Malmö FF, con cui a fine anno ha centrato la promozione dalla Superettan all'Allsvenskan con una rosa che comprendeva un giovane Zlatan Ibrahimović. Ha guidato la squadra azzurra anche l'anno successivo, chiudendo l'Allsvenskan 2001 al nono posto. Tra il 2004 e il 2008 è stato dirigente dell'IFK Norrköping, mentre tra il 2008 e il 2009 ha ricoperto il ruolo di amministratore delegato dell'Hammarby.

## Palmarès

### Giocatore

#### Club

##### Competizioni nazionali
- Campionato svedese: 1

Göteborg: 1987

##### Competizioni internazionali
- Coppa UEFA: 1

Göteborg: 1986-1987